# Monsieur (Ancien Régime)
Pour les articles homonymes, voir Monsieur (homonymie).

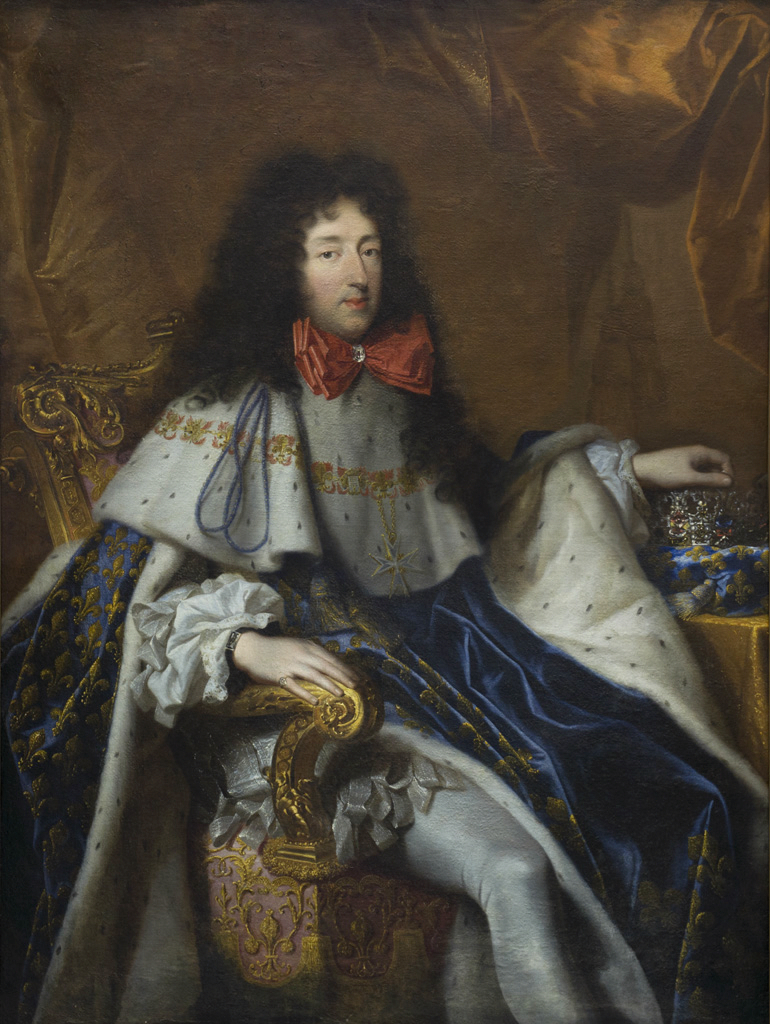
, dit « Monsieur » (sous Louis XIV).

Sous l’Ancien Régime, l'appellation « Monsieur » désigne, parmi les frères cadets du roi de France, le frère le plus âgé.

## Monsieur: un titre religieux au Moyen Âge
Au cours du Moyen Âge, le titre de monsieur (contraction de « monseigneur ») fait partie du lexique religieux, et est notamment utilisé pour référer à des saints : « Monsieur Saint-Jean ». Ce titre est également attribué au pape : « Monsieur Clément, souverain seigneur et gouverneur de l’Église ». 

## Du titre personnel du roi de France au titre familial
Jusqu’aux premiers Valois, les rois de France prennent le titre de « Monsieur » dans les actes publics.
À partir des Valois, le titre de « Monsieur » est accordé aux princes de la famille royale. Au cours du XVIe siècle, et pendant tout l’Ancien Régime, il est réservé au frère cadet du roi. Dans tous les cas, le titre prend une majuscule. C’est ainsi que l’histoire de France connaît mieux l’édit de Beaulieu, signé par Henri III le 6 mai 1576, comme étant la « paix de Monsieur » puisqu’elle profite au frère du roi, François d’Alençon.
Entre 1640 et 1660, Gaston d’Orléans, frère du défunt Louis XIII, est appelé « Grand Monsieur » afin de le distinguer du « Petit Monsieur », Philippe d’Anjou, duc d'Orléans et frère du roi régnant Louis XIV. 
Parmi les princes ayant porté le titre de « Monsieur » et dont certains sont devenus roi à leur tour, on trouve :
- Charles, duc d’Orléans (1559-1560) , frère cadet de François II, et futur Charles IX.
- Henri, duc d’Angoulême (1560-1574), frère cadet de Charles IX, et futur Henri III.
- François, duc d’Alençon (1574-1584), frère cadet d'Henri III.
- Gaston, duc d’Orléans (1608-1660), frère cadet de Louis XIII.
- Philippe, duc d’Orléans (1640-1701), frère cadet de Louis XIV, et ancêtre du dernier roi français Louis-Philippe.
- Louis, comte de Provence (1774-1793[3]), frère cadet de Louis XVI, et futur Louis XVIII.
- Charles, comte d’Artois (1795-1824), frère cadet de Louis XVIII, et futur Charles X, et également le dernier à porter le titre de  « Monsieur, frère du roi »[4].

## De l’usage privé du mot et de son emploi au pluriel
Dans la sphère privée, le titre de « Monsieur » est donné par les domestiques envers leur maître. Ce titre est également une marque d’honneur accordée à des gentilshommes ayant le privilège de travailler le verre sans déroger[Quoi ?].
Sous l’Ancien Régime, on donne enfin le titre au pluriel aux membres du Parlement de Paris et des cours souveraines : « prendre l’avis de Messieurs ».
Ce n'est qu'à l'époque moderne que la distinction entre « monseigneur » (titre religieux et éventuellement nobiliaire) et « monsieur » (titre civil) est définitivement entérinée, et que cet appellatif se neutralise de toute connotation particulière.